# São João do Paraíso (Minas Gerais)
São João do Paraíso is een gemeente in de Braziliaanse deelstaat Minas Gerais. De gemeente telt 22.782 inwoners (schatting 2009).

## Aangrenzende gemeenten
De gemeente grenst aan Águas Vermelhas, Berizal, Indaiabira, Montezuma, Ninheira, Rio Pardo de Minas, Taiobeiras, Vargem Grande do Rio Pardo en Cordeiros (BA).